# Omar Walcott
Pour les articles homonymes, voir Walcott.
Omar Walcott, né le 24 juillet 1965, à Caracas, au Venezuela, est un ancien joueur vénézuélien de basket-ball. Il évolue durant sa carrière aux postes d'ailier fort et de pivot.